# Teoría de la señalización
La teoría de la señalización, en economía, estudia en el marco de la información asimétrica, los mecanismos utilizados en algunos mercados que resuelven los problemas de desequilibrio en la información. La utilización, bajo ciertas condiciones, por los participantes en un mercado, bien informados, que mejoran los resultados de sus transacciones al señalizar su información privada a la contraparte que no tiene medios, en principio, para distinguir adecuadamente.
La señalización se refiere a las actividades o inversiones que deben llevar a cabo los individuos para poder informar de que tienen ciertos atributos o convencer a otros de una información o hecho particular. En el campo de la Economía, la señalización aparece en los mercados en los que existe información asimétrica. En estos casos, una parte bien informada se ve obligada a llevar a cabo acciones o incurrir en costos que le permitan distinguirse de los demás y señalizar sus atributos.

## Ejemplo de señalización
Uno de los ejemplos más comunes de señalización ocurre en el mercado laboral. Los empleadores no están completamente informados de las cualidades de sus trabajadores (inteligencia, productividad, esfuerzo, etc.) pero los potenciales trabajadores conocen bien sus habilidades y limitaciones. De esta forma, existe una información asimétrica.
Ante el riesgo de reclutar trabajadores poco productivos y, a falta de mayor información, las empresas ofrecerán salarios que serán más bajos que lo que deberían recibir los trabajadores más productivos. Esto es claramente inconveniente para ellos.
Para poder distinguirse y señalizar su mayor valor, los trabajadores más productivos tendrán que buscar alguna actividad que informe a la empresa de sus mayores atributos. Una de las actividades que pueden hacer es invertir en educación (cursos, postgrados, etc.).
Por ejemplo, en el modelo de señalización del mercado de trabajo de Michael Spence, los potenciales empleados envían una señal acerca de su nivel de habilidad a los empleadores mediante la adquisición de ciertos niveles educativos. El valor informativo de la credencial viene del hecho de que el empleador asume que existe una correlación positiva entre el nivel educativo y las mayores habilidades para desempeño de un puesto de trabajo.
La existencia de señales se refiere al hecho de que cuando hay selección adversa o riesgo moral, algunos agentes desean invertir en señales que los diferencien de otros.
La inversión en señales puede ser beneficiosa desde el punto de vista privado, pero despilfarradora desde el punto de vista social. Por otra parte, puede contribuir a resolver problemas que plantea la información asimétrica.